# Onde medie
Le onde medie sono una banda radio dello spettro elettromagnetico con frequenze comprese fra 300 kHz e 3 MHz molto utilizzata nelle radiocomunicazioni.

## Descrizione
Le trasmissioni radio in onda media (OM), indicate in inglese con Medium Frequency o Medium Wave, sono in larga parte del mondo, la forma più utilizzata per trasmettere. Spesso sono impropriamente confuse con la modalità (AM) di modulazione della portante (CW) a radiofrequenza (RF).
La banda standard in onde medie è compresa tra i 525 kHz e i 1715 kHz nel Nord America mentre in Europa generalmente va tra i 526 kHz e i 1620 kHz. Nel continente americano, le varie emittenti a onda media sono separate da 10 kHz e hanno due "bande laterali" di ±5 kHz. Nel resto del mondo la separazione è di 9 kHz, con due "bande laterali" di ±4,5 kHz.
I segnali a onda media hanno la proprietà di seguire la curvatura della terra (cosiddetta "linea dell'orizzonte") e di essere riflessi durante le ore notturne dalla ionosfera. Questo fa delle onde medie la banda di frequenze ideale sia per trasmissioni locali che continentali, in base al momento della giornata. Ad esempio, durante il giorno una comunissima radiolina nello Stato del Maryland può ricevere segnali buoni seppur deboli da stazioni ad alta potenza WFAN, 660 kHz, e WOR, 710 kHz, distanti 400 km a New York, grazie alla propagazione terrestre.
L'effettiva copertura della propagazione terrestre dipende anche dalla conduttività elettrica del terreno; una maggiore conduttività consente una migliore propagazione. Durante la notte, la stessa radiolina dell'esempio precedente può ricevere segnali da distanze molto maggiori, come ad esempio Città del Messico e Chicago. Molte stazioni vengono spente durante la notte o vengono esercite a potenza ridotta al fine di non disturbare i segnali isofrequenza provenienti proprio da distanze maggiori, o per non recare disturbo ad altri segnali locali.
Le onde medie garantiscono una buona qualità audio per la voce, ma non sono sufficienti per una trasmissione stereofonica ad alta fedeltà, come invece avviene per le stazioni in FM sulle VHF. Negli Stati Uniti la massima potenza ammessa per i trasmettitori è di 50 kW, in Europa c'erano stazioni a onda media che irradiavano con potenza superiore ai 2,5 MW. Ora, in Europa e Medio Oriente, la potenza massima ammessa per i trasmettitori in onde medie è di 2 MW.
È anche possibile la trasmissione in stereofonia AM con buona qualità (banda audio 35–5000 Hz): essa è offerta da varie stazioni negli Stati Uniti e nei Paesi Bassi. In Italia si segnalano due stazioni: Radio Studio X da Momigno, in provincia di Pistoia, sui 1188 kHz (la stessa emittente è presente anche su altri due impianti in Toscana, per la precisione a Castellaccio (frazione del comune di Livorno) sui 1485 kHz, e ad Arezzo sui 1584 kHz), e Amica Radio Veneta da Peraga (frazione del comune di Vigonza), in provincia di Padova, sui 1017 kHz. Ci sono vari standard per la trasmissione in AM stereo: C-Quam, Belar, Kahn, Magnadine, Harris. Il C-QUAM Motorola, vincitore sugli altri sistemi, è diventato lo standard per la stereofonia in Onde medie in molte parti del mondo, sebbene i ricevitori che implementano tale tecnologia siano rari da trovare in Italia.
Nel settembre 2002, la Federal Communications Commission degli Stati Uniti ha approvato il sistema di trasmissione audio digitale iBiquity in-band on-channel (IBOC) per aumentare la qualità del segnale audio trasmesso. Il sistema Digital Radio Mondiale (DRM) IBOC è stato approvato dall'ITU per il suo uso al di fuori degli Stati Uniti.